# 藤原美都子
藤原 美都子（ふじわら の みつこ、天応元年（781年）-天長5年9月5日（828年10月17日））は、平安時代初期の貴族女性、女官。藤原南家出身。父は藤原真作。父方の祖父は藤原仲麻呂の乱で処刑された藤原巨勢麻呂。夫は藤原冬嗣。娘に文徳天皇の母・藤原順子がいる。

## 経歴
幼少期は斜陽の一族に産まれ不遇であったと推測される。藤原冬嗣の妻となり、3男1女を儲けると共に、自らの親族関係をも、もって冬嗣の政界工作に貢献したと考えられている。弘仁5年（814年）4月28日、冬嗣・美都子夫妻の邸宅である閑院第に嵯峨天皇が訪問し、その時に無位から従五位下に任官される。のちに尚侍従三位となり、嵯峨天皇、淳和天皇の2代の天皇に仕え、後宮で権勢を振るった。天長5年（828年）9月5日、薨去。享年48歳。
冬嗣は艶福家であったが夫婦仲は良かったらしく、死後、美都子の遺言によりこの時代には珍しく冬嗣の墓に夫婦合葬された。嘉祥3年（850年）7月17日、文徳天皇の外祖母であるため正一位を贈られる。

## 親族
- 父：藤原真作
- 母：未詳
  - 弟：藤原三守
  - 弟の妻（義理の妹）：橘安子　※橘嘉智子（檀林皇后）、橘氏公の兄弟。

- 夫：藤原冬嗣
  - 長男：藤原長良
  - 次男：藤原良房
  - 長女：藤原順子
  - 五男：藤原良相